# Senécio (doríforo)
Senécio (em latim: Senecius) foi um oficial bizantino do século VI, ativo durante o reinado do imperador Justiniano (r. 527–565). É mencionado por Procópio de Cesareia como doríforo (guarda-costas) na guarda do general e mestre dos soldados na presença Sitas quando relata os eventos concernentes ao segundo cerco dum exército sassânida à cidade de Martirópolis. Ele seria entregue ao lado do oficial Martinho como refém como garantia para as negociações de paz.

## Vida

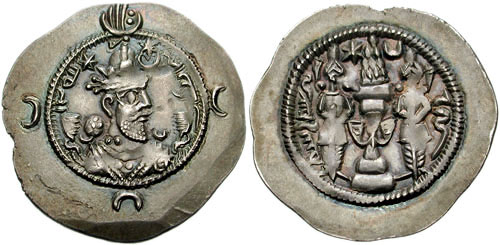
Dracma de r.

Segundo o relato, Sitas dirigiu-se com o também general Hermógenes em direção a Martirópolis com intuito de aliviar o cerco. Os dois, contudo, foram incapazes de ajudar os sitiados e enviaram emissários oferecendo reféns para que os persas se retirassem enquanto fossem realizadas as negociações de paz. Eles aceitaram a oferta e retiraram-se, especialmente após saberem da morte do xá Cavades I (r. 488–496; 499–531) e da ascensão de seu filho Cosroes I (r. 531–579), bem como devido ao medo dum ataque dos hunos. Senécio e o também oficial Martinho foram entregues como reféns.